# Liga e Parë
La Liga e Parë e Futbollit të Kosovës è la seconda divisione del campionato kosovaro di calcio. Viene organizzata dalla Federazione calcistica del Kosovo. Vi partecipano 20 squadre, che si affrontano in due gironi all'italiana composti da 10 squadre ciascuno in partite di andata e ritorno, per un totale di 18 partite per ogni squadra. Alla fine della stagione, la squadra meglio classificata nel proprio girone è promossa nella Superliga e Futbollit të Kosovës, la massima serie di calcio in Kosovo.

## Squadre (2021–22)
| Squadra           | Città        |
| Gruppo A          | Gruppo A     |
| ----------------- | ------------ |
| A&N               | Prizren      |
| Besa              | Peć          |
| Drenasi           | Drenas       |
| Istogu            | Istog        |
| Liria             | Prizren      |
| Onix Banjë        | Pećka Banja  |
| Rahoveci          | Rahovec      |
| Trepça            | Mitrovica    |
| Trepça 89         | Mitrovica    |
| Vëllaznimi        | Gjakova      |
| Vushtrria         | Vushtrria    |
| Gruppo B          |              |
| 2 Korriku         | Pristina     |
| Arbëria           | Lipjan       |
| Ferizaj           | Ferizaj      |
| Flamurtari        | Pristina     |
| Fushë Kosovo      | Kosovo Polje |
| Kika              | Kamenica     |
| Ramiz Sadiku      | Pristina     |
| Vitia             | Vitina       |
| Vllaznia Pozheran | Požaranje    |
| Vushtrria         | Vushtrria    |